# Coppa Italia di Serie A2 2019-2020 (pallavolo)
La Coppa Italia di Serie A2 2019-2020 si è svolta dal 22 gennaio al 2 febbraio 2020: al torneo hanno partecipato otto squadre di club italiane e la vittoria finale è andata per la prima volta alla Trentino Rosa.

## Regolamento
Le squadre hanno disputato quarti di finale, semifinali e finale, tutti in gara unica.

## Squadre partecipanti
| Squadra              | Qualificazione                                   | Ultima partecipazione            |
| -------------------- | ------------------------------------------------ | -------------------------------- |
| Adolfo Consolini     | 1ª in regular season Serie A2 2019-20 (girone A) | Coppa Italia di Serie A2 2018-19 |
| Futura Giovani       | 4ª in regular season Serie A2 2019-20 (girone B) | Debutto                          |
| Libertas Martignacco | 4ª in regular season Serie A2 2019-20 (girone A) | Coppa Italia di Serie A2 2018-19 |
| Mondovì              | 2ª in regular season Serie A2 2019-20 (girone B) | Coppa Italia di Serie A2 2018-19 |
| Olimpia Teodora      | 3ª in regular season Serie A2 2019-20 (girone B) | Coppa Italia di Serie A2 2018-19 |
| Pinerolo             | 3ª in regular season Serie A2 2019-20 (girone A) | Debutto                          |
| Soverato             | 2ª in regular season Serie A2 2019-20 (girone A) | Coppa Italia di Serie A2 2018-19 |
| Trentino Rosa        | 1ª in regular season Serie A2 2019-20 (girone B) | Coppa Italia di Serie A2 2018-19 |

## Torneo

### Tabellone
|  | Quarti | Quarti               | Quarti |  |    | Semifinali       | Semifinali      | Semifinali |  |    | Finale           | Finale        | Finale |
|  |        |                      |        |  |    |                  |                 |            |  |    |                  |               |        |
|  | 1A     | Adolfo Consolini     | 3      |  |    |                  |                 |            |  |    |                  |               |        |
|  | 1A     | Adolfo Consolini     | 3      |  |    |                  |                 |            |  |    |                  |               |        |
|  | 4B     | Futura Giovani       | 0      |  |    |                  |                 |            |  |    |                  |               |        |
|  | 4B     | Futura Giovani       | 0      |  | 1A | Adolfo Consolini | 3               |            |  |    |                  |               |        |
|  |        |                      |        |  | 1A | Adolfo Consolini | 3               |            |  |    |                  |               |        |
|  |        |                      |        |  |    | 2B               | Mondovì         | 1          |  |    |                  |               |        |
|  | 2B     | Mondovì              | 3      |  |    | 2B               | Mondovì         | 1          |  |    |                  |               |        |
|  | 2B     | Mondovì              | 3      |  |    |                  |                 |            |  |    |                  |               |        |
|  | 3A     | Pinerolo             | 1      |  |    |                  |                 |            |  |    |                  |               |        |
|  | 3A     | Pinerolo             | 1      |  |    |                  |                 |            |  | 1A | Adolfo Consolini | 1             |        |
|  |        |                      |        |  |    |                  |                 |            |  | 1A | Adolfo Consolini | 1             |        |
|  |        |                      |        |  |    |                  |                 |            |  |    | 1B               | Trentino Rosa | 3      |
|  | 1B     | Trentino Rosa        | 3      |  |    |                  |                 |            |  |    | 1B               | Trentino Rosa | 3      |
|  | 1B     | Trentino Rosa        | 3      |  |    |                  |                 |            |  |    |                  |               |        |
|  | 4A     | Libertas Martignacco | 0      |  |    |                  |                 |            |  |    |                  |               |        |
|  | 4A     | Libertas Martignacco | 0      |  | 1B | Trentino Rosa    | 3               |            |  |    |                  |               |        |
|  |        |                      |        |  | 1B | Trentino Rosa    | 3               |            |  |    |                  |               |        |
|  |        |                      |        |  |    | 3B               | Olimpia Teodora | 1          |  |    |                  |               |        |
|  | 2A     | Soverato             | 0      |  |    | 3B               | Olimpia Teodora | 1          |  |    |                  |               |        |
|  | 2A     | Soverato             | 0      |  |    |                  |                 |            |  |    |                  |               |        |
|  | 3B     | Olimpia Teodora      | 3      |  |    |                  |                 |            |  |    |                  |               |        |
|  | 3B     | Olimpia Teodora      | 3      |  |    |                  |                 |            |  |    |                  |               |        |

### Risultati

#### Quarti di finale
| 22 gennaio 2020 Palazzetto dello sport, S. Giovanni in M. Durata: 1h:17 - Spettatori: ? | Adolfo Consolini | 3 - 0 | Futura Giovani       | 25-20, 29-27, 25-18        |
| 22 gennaio 2020 PalaManera, Mondovì Durata: 1h:32 - Spettatori: ?                       | Mondovì          | 3 - 1 | Pinerolo             | 25-17, 19-25, 25-22, 25-18 |
| 22 gennaio 2020 PalaSanbapolis, Trento Durata: 1h:09 - Spettatori: 500                  | Trentino Rosa    | 3 - 0 | Libertas Martignacco | 25-22, 25-18, 25-18        |
| 22 gennaio 2020 PalaScoppa, Soverato Durata: 1h:05 - Spettatori: ?                      | Soverato         | 0 - 3 | Olimpia Teodora      | 19-25, 18-25, 19-25        |

#### Semifinali
| 26 gennaio 2020 Palazzetto dello sport, S. Giovanni in M. Durata: 1h:36 - Spettatori: ? | Adolfo Consolini | 3 - 1 | Mondovì         | 25-19, 20-25, 26-24, 25-22 |
| 26 gennaio 2020 PalaSanbapolis, Trento Durata: 1h:34 - Spettatori: 5 000                | Trentino Rosa    | 3 - 1 | Olimpia Teodora | 25-23, 20-25, 25-16, 25-19 |

#### Finale
| 2 febbraio 2020 PalaPiantanida, Busto Arsizio Durata: 2h:07 - Spettatori: ? | Adolfo Consolini | 1 - 3 | Trentino Rosa | 20-25, 19-25, 31-29, 21-25 |